# Chivas Regal
Chivas Regal è un brand di Scotch whisky prodotto dalla Chivas Brothers di proprietà di Pernod Ricard, lanciato nel 1909 dalla Chivas Brothers ad Aberdeen, in Scozia. La distilleria del marchio Chivas è la Strathisla Distillery con sede a Keith (Moray), nella regione dello Speyside, fondata nel 1786 e più antico impianto funzionante di produzione di scotch whisky delle Highland scozzesi.

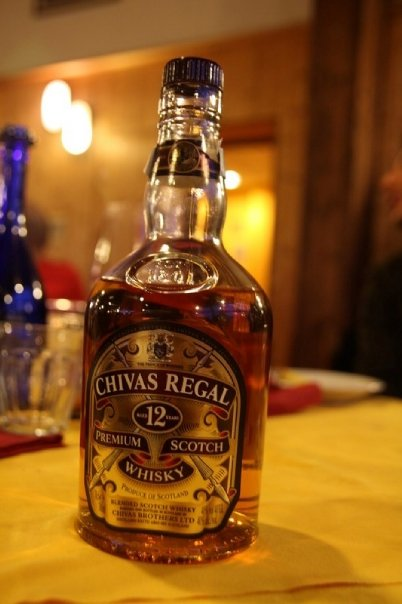
Una bottiglia di Chivas Regal 12 Year Old

## Storia
Le origini di Chivas Regal e della Chivas Brothers risalgono al 1801, quando John Foster aprì una rivendita di bevande alcoliche nella 47 Castle Street di Aberdeen. Nel 1828 Foster scomparve, e la sua attività venne rilevata da William Edwards, il quale nel 1838 venne affiancato nella gestione del business da James Chivas; nel 1841, dopo la scomparsa di Edwards, Charles Stewart subentra come nuovo socio di Chivas nella ditta, fondando la Stewart & Chivas. Per la qualità del servizio offerto dalla società, nel 1843 la regina Vittoria conferisce all'azienda il titolo del Royal Warranty. Nel 1854 la Stewart & Chivas inizia la produzione del Royal Glen Dee, suo primo blended scotch whisky. Nel 1857 la partnership tra James Chivas e Charles Stewart si interrompe, e John Chivas, fratello di James, fa il suo ingresso nella società, che cambia denominazione in Chivas Brothers.
James Chivas scompare nel 1862; nel 1863 la società lancia il suo secondo blended whisky, il Royal Strathythan. Nel 1886, dopo la morte anche di John, le redini dell'azienda vengono prese in carico da Alexander Chivas, figlio maggiore di James. L'8 maggio 1890 un'edizione dello Scotland Magazine descriveva il Chivas come «senza dubbio il miglior tipo di commercio del nord della Scozia». Nel 1893 scompare anche Alexander, ultimo membro della famiglia Chivas rimasto nel business della società, e la gestione della compagnia viene presa in carico dai nuovi proprietari Alexander Smith (dirigente più importante dell'azienda e braccio destro di Alexander Chivas) e Charles Stuart Howard, il Maestro Miscelatore della Chivas Brothers. Dopo aver studiato per alcuni anni la creazione di uno scotch whisky di pregio che potesse avere caratteristiche definibili regali, riconoscibili anche dai consumatori dei mercati nordamericani, dove nell'era del boom economico erano particolarmente ricercati prodotti di lusso.
Howard lancia nel 1909 il Chivas Regal, un blended scotch whisky di 25 anni appunto definito regale, dove nell'etichetta era raffigurata l'effige del secondo Royal Warranty conferito nel 1884 all'azienda dalla Regina Vittoria. Il prodotto divenne presto popolare nell'élite di Manhattan: ma a causa delle leggi sul proibizionismo emanate nel 1920 il commercio del Chivas Regal dovette essere interrotto. Nel 1936 la titolarità della compagnia passò in mano a due investitori del settore, Morrison & Lundie, i quali ritennero non più sostenibile il mantenimento di una formula ventennale della miscela di produzione, optando per una versione di 12 anni. Nel 1939 il prodotto nella sua nuova variante fece nuovamente sbarco sul mercato degli Stati Uniti. Nel 1949 la Chivas Brothers venne rilevata dalla compagnia canadese Seagram di proprietà di Sam Bronfman; nel 1950 viene rilevata la distilleria Milltown, con sede a Keith (Moray), nella regione dello Speyside, che verrà ribattezzata Strathisla: fondato nel 1786, è il più antico impianto di produzione di scotch whisky delle Highland scozzesi, e la sua fornitura di malto è un componente essenziale del prodotto.
Negli anni sessanta il Chivas Regal aveva raggiunto nel mercato degli Stati Uniti i centomila volumi di vendita e il prodotto veniva esportato in trentacinque nazioni; negli anni settanta il prodotto aveva raggiunto 1.2 milioni volumi di vendita. Nel 1997 viene creato il Chivas Regal 18 anni; nel dicembre 2000, la Chivas Brothers con il rispettivo brand Chivas Regal viene rilevata dal Gruppo francese del settore degli alcolici Pernod Ricard, a seguito di un'operazione congiunta con l'altra multinazionale della bevande alcoliche britannica Diageo tendente all'acquisizione e alla spartizione del portafoglio marchi della Seagram dal valore di £5.5 miliardi divenendone la sua divisione scotch whisky. Nel 2007 la gamma del prodotto viene ampliata con il lancio del Chivas 25.

## Distilleria Strathisla
La casa del Chivas Regal e il suo store per i visitatori si trovano alla distilleria Strathisla. La distilleria è stata fondata nel 1786, ed è la più antica delle Highlands scozzesi, localizzata più precisamente nella zona dello Speyside.
Lo Strathisla Single Malt è un whisky di malto che, grazie alla sua dolcezza naturale, è uno degli ingredienti che caratterizzano la miscela del Chivas Regal,

## Situazione attuale
Nel 2018 Chivas Regal ha riportato vendite per 4,5 milioni per volume.

## Chivas Regal come sponsor e nella cultura di massa
- Alla fine della seconda guerra mondiale il Chivas diventò un brand di moda e veniva spesso associato a Frank Sinatra e il resto del Rat Pack, dal momento che il Chivas Regal Scotch whisky veniva spesso richiesto da Sinatra nei locali e nei backstage degli spettacoli.
- Nei primi sei minuti del film The Spook Who Sat By The Door (1973), i primi 10 candidati afro-americani per l'operazione della CIA denominata "spettro" stanno facendo un brindisi per il loro successo e si può notare che il Chivas Regal che stanno bevendo costi $3.
- Nel 1986 i Beastie Boys citano il Chivas Regal in una strofa della loro canzone Brass monkey cantando: «We're offered Moet - we don't mind Chivas».[18]
- Nel film di Bollywood Shahenshah del 1988 il cattivo principale JK beve Chivas Regal.
- Nel 2008 Chivas Regal ha lanciato una nuova campagna pubblicitaria internazionale, denominata Live With Chivarly (creata dall'agenzia di pubblicità Euro RSCG). La campagna comprende TV, stampa e pubblicità esterna.
- Nel 2011 l'azienda ha sponsorizzato il Premio Asian Awards Outstanding nella categoria Sport.
- Nella sesta stagione di Mad Men (2013) nell'episodio, The Better Half, Ted Chaough confronta la margarina di Fleishchmann con il Chivas Regal (perché è una marca relativamente costosa di margarina), mentre Don Draper lo confronta con il Ballantine Beer (perché egli paragona la margarina al burro). Chivas Regal è inoltre presente nella puntata di chiusura della serie tv Boston Legal.
- Chivas Regal ha sponsorizzato The Black Eyed Peas, Robbie Williams, Beyoncé e il tour di Christina Aguilera in Asia.

## Prodotti e varianti
Il Chivas Regal è uno dei più venduti whisky al mondo nel largo consumo, disponibile in oltre duecento Paesi; è lo Scotch whisky più venduto in Europa e in Asia orientale, ritenuto tra i più conosciuti marchi di liquori al mondo.
- Chivas Regal 12 Year Old: Blended invecchiato 12 anni.
- Chivas Regal 18 Year Old: Blended invecchiato 18 anni.
- Chivas Regal 25 Year Old: Blended invecchiato 25 anni, disponibile solo in limitate quantità al costo di circa 300 $ a bottiglia.